# Neobatrachus kunapalari
Neobatrachus kunapalari é uma espécie de anfíbio da família Limnodynastidae.
É endémica da Austrália.
Os seus habitats naturais são: matagal de clima temperado, matagais mediterrânicos, campos de gramíneas subtropicais ou tropicais secos de baixa altitude e marismas intermitentes de água doce.